# Licuala bellatula
Licuala bellatula är en enhjärtbladig växtart som beskrevs av Odoardo Beccari. Licuala bellatula ingår i släktet Licuala och familjen Arecaceae. Inga underarter finns listade i Catalogue of Life.